# Contea di Boone (Nebraska)
La contea di Boone (in inglese Boone County) è una contea dello Stato del Nebraska, negli Stati Uniti. La popolazione al censimento del 2000 era di 6 259 abitanti. Il capoluogo di contea è Albion.